# Basij
El Basij (en persa: بسيج, lit. "La Mobilització"), Niru-ye Moghāvemat-e Basij (en persa: نیروی مقاومت بسیج, "Força de Mobilització de la Resistència"), nom complet Sâzmân-e Basij-e Mostaz'afin (en persa: سازمان بسیج مستضعفین, "l'Organització per a la Mobilització dels Oprimits"), és una de les cinc forces de l'Exèrcit dels guàrdies de la revolució islàmica. La força es diu Basij; un individu s'anomena basiji en persa. Des de 2019, Gholamreza Soleimani és el comandant del Basij.
És una milícia de voluntaris paramilitars establerta a l'Iran el 1979 per ordre de l'aiatol·là Khomeini, líder de la revolució islàmica, i originalment l'organització estava formada per voluntaris civils que van lluitar a la guerra Iran-Iraq instats per Khomeini. Va ser una organització independent fins al 17 de febrer de 1981, quan va ser incorporada oficialment a l'estructura organitzativa de la Guàrdia Revolucionària pel Parlament iranià, per tal d'acabar amb la rivalitat entre serveis entre totes dues organitzacions, segons Akbar Haixemi Rafsanjani.
Avui dia, la força està formada per joves iranians que es fan voluntaris, sovint a canvi de beneficis institucionals. El Basij serveix com a força auxiliar dedicada a activitats com la seguretat interna, establir el control estatal sobre la societat, auxiliar l'aplicació de la llei, prestar serveis socials, organitzar cerimònies religioses públiques, servir com a policia de la moral i suprimir les reunions dissidents. La força sovint estava present i reaccionava a les protestes generalitzades arran de les eleccions iranianes del 2009 i les protestes iranianes del 2017-2018. Els basij estan subordinats i reben les seves ordres de la Guàrdia Revolucionària i del líder suprem de l'Iran, a qui són coneguts per la seva lleialtat. Tenen una organització local a gairebé totes les ciutats de l'Iran.
El Basij, formant part de la Guàrdia Revolucionària, ha estat designat com a organització terrorista pels governs dels Estats Units, Bahrain i Aràbia Saudita.